# Raymond Arthur Lyttleton
Raymond Arthur Lyttleton (7 de mayo de 1911 – 16 de mayo de 1995) fue un matemático y astrónomo teórico británico.
Nacido en Warley Woods, cerca de Birmingham, y educado en el colegio King Edward VI Five Way en Birmingham, continuó sus estudios en Clare College, Cambridge, graduándose en matemáticas en 1933. Fue elegido Miembro de St. John College en 1937 y un profesor de matemáticas en el mismo año. Ocupó ese cargo hasta que 1959, tras lo que pasó a ser profesor de Astronomía Teórica de 1959 a 1969, y, finalmente, catedrático del tema.
Fue elegido un Socio de la Royal Society en 1955. Su petición de acceso rezaba: "Distinguido por su trabajo en astronomía. Autor de numerosos artículos sobre el origen e historia temprana del Sistema Solar, notablemente por sus modificaciones de la teoría de colisión. Mostró basado en el trabajo de Cartan que la fisión de un planeta por rotación daría dos cuerpos independientes, y consiguientemente que la teoría de fisión de estrellas binarias es imposible (La Estabilidad de Rotating Masas Líquidas, 1953). Autor (con F. Hoyle) de numerosos artículos sobre los efectos astronómicos de acreción, y (con H. Bondi) de dos sobre la transmisión del par de fricción tidal al núcleo de la Tierra y en el comportamiento del núcleo durante precesiones. Autor de una nueva y llamativa teoría de cometas. (Los Cometas y su Origen, 1953) 
Ganó la medalla Real de la sociedad en 1965 "En reconocimiento a sus señaladas contribuciones a la astronomía, particularmente por su trabajo en la estabilidad dinámica de galaxias."
Fue autor de numerosos libros: Los Cometas y su origen (1953), La estabilidad de masas líquidas en rotación (1953), El universo moderno (1956), Teorías rivales de cosmología (1960),  La visión del Universo del hombre (1961), Misterios del sistema solar (1968),  La tierra y sus montañas (1982), El efecto de oro (1990). En 1956,  presentó una serie televisiva de cinco capítulos en la BBC titulada "El universo moderno"
Se casó con Meave Hobden en Poole en 1939.